# ダブルクロス The 3rd Edition リプレイ・デイズ
「ダブルクロス The 3rd Edition リプレイ・デイズ」は、加納正顕によるダブルクロスのリプレイ作品。イラストは片桐いくみ。『ダブルクロス』第3版である『ダブルクロス The 3rd Edition』を使用したリプレイ作品である。なお、関連作品である『ダブルクロスThe 3rd EditionドラマCD・デイズ』についてもこの項で扱う。

## 概略
『ダブルクロス・リプレイ・デザイア』に引き続いて出されたダブルクロス・リプレイのシリーズである。
特徴として以下の点が挙げられる。
- 声優の岡本信彦をプレイヤーとして迎えている。
- 公式リプレイとしては初めて「PC全員がオーヴァードとして覚醒していない状態」からスタートする[1]。
- 「ナイツ」シリーズとリンクしている。
- ダブルクロスとしては初のCDドラマを出版。この作品はデイズと同じく加納がGMを務めた「デザイア」シリーズとのリンクとなる。

## あらすじ
桁外れの財力を持つ超大金持ちでありながら純真な性格でクラスメイトにも慕われる少年・鷺ノ宮キョウ。
生まれつき病弱で心臓移植を経てやっと学校に通えるようになった少女・藤堂凛々花。
2人は学校からの帰り道、突然異空間に迷い込んでしまう。
そこで出会ったのは黒コートに身を包んだ謎の男。
…その時から、彼らは非日常の世界に足を踏み入れてしまったのだ。

## 登場人物

### プレイヤー・キャラクター
並びはEpsode.1のPC番号順。全員未覚醒状態からのスタートの為コードネームを持つPCは存在しない。メンバーは花鳥風月から名前が採られている。「ダブルクロスThe 3rd EditionドラマCD・デイズ」出演キャラは担当声優についても記載。
鷺乃宮キョウ（さぎのみや・きょう、プレイヤー/声：岡本信彦）
- シンドローム:ブラム＝ストーカー/エグザイル
- Dロイス/神殺し（デイズオリジナルDロイス）
- ワークス/カヴァー:高校生/金持ち高校生

白鷺市に住み、禊原高校に通う少年。名前は正確には「鷺乃宮香」と書くが作中では一貫して「キョウ」の表記が使われている。
地元では有名な名家・鷺乃宮家に生まれお金には不自由せずに育てられた。
金持ちということを鼻にかけない純真な性格をしており、クラスメイトたちからも慕われている。
典型的なお坊ちゃま育ちで一般常識が欠けているため常識では考えられない行動をしでかすこともあり、「若君」をもじって一部では「バカ君」とも呼ばれている。
キョウ自身は血を見るのが苦手だがオーヴァードとしての能力は血を扱う事に長けるブラム＝ストーカーである。
同級生の凛々花を好いており毎日のように求婚しては断られている。なお彼女に好意を抱いたきっかけは明かされていない。
Episode.1の最後にて鷺乃宮家の当主となった。がEpisode.2で鷺乃宮の秘密を知ることとなり、神性婚礼に巻き込まれるが、その中で凛々花を守る決意を固める。
Episode.3で瑠璃達ナイトフォールと対決。決着後UGNと協力態勢を結ぶ。
Episode.5において、レネゲイドの力を蓄える器として御前に生み出された存在で、東雲との邂逅も《神殺し》を吸収するために御前に仕組まれたものと判明する。
藤堂凛々花（とうどう・りりか、プレイヤー：渋沢佳奈/声：阿澄佳奈）
- シンドローム:オルクス（ピュアブリード）
- Dロイス/起源種
- ワークス/カヴァー:高校生/高校生

キョウと同じ白鷺市に住み、禊原高校に通う少女。家族は父親と兄。
幼少時は病弱で病院でほとんどの時間を過ごしてきた。一年ほど前に病気で亡くなった母親から心臓移植を受け、現在は学校に通えるまで回復しているが激しい運動などはまだ出来ない。
花を介した支援能力を持つ。
Episode.2で始まった神性婚礼という儀式の『花嫁』である。この役目は母親から心臓とともに受け継いだものであり、凛々花は同時に母親の秘密を知ることとなった。
Episode.5において（シナリオギミックもあって）『デザイア』の闇条晃士朗を上回る最終侵食率306%を記録した。
藤堂斗月（とうどう・とげつ、プレイヤー：矢野俊策/声：竹内良太）
- シンドローム:モルフェウス/バロール
- Dロイス/守護者
- ワークス/カヴァー:格闘家/高校生

Epsode.1より登場。凛々花の兄で彼も禊原高校に通う。
凛々花の保護者を自認している。傍目には少々シスコン気味。
藤堂流道場の師範代を祖父から受け継いでいる。
能力で創り出した小手を纏い、重力の力を乗せて戦う。パーティーの防御担当でもある。
妹に好意を抱くキョウを最初はいぶかしんでいたがEpsode.2でキョウの決意を聞いたことをきっかけに彼の盾となることを誓う。ただし凛々花との結婚については許すつもりはないようである。
雲雀風見（ひばり・かざみ、プレイヤー：中村やにお/声：伊瀬茉莉也）
- シンドローム:ソラリス/ハヌマーン
- Dロイス/亜純血（ソラリス）
- ワークス/カヴァー：エグゼクティブ/高校生

Epsode.1より登場。禊原高校の生徒会長。
外見は絶世の美少女だが実は男性。とはいっても性同一性障害やいわゆる「男の娘」ではなく精神面はれっきとした男性である。女子の制服を着用しているのは自分のかわいさをより引き立てるため。
一人称は「会長」。極度の快楽主義者であり自分の好奇心を満たすため事件に首を突っ込む。
ソラリスの精神攻撃を主体として戦う。
『ディスカラードレルム』収録のステージ「オーヴァードアカデミア」の公式NPC・雲雀宏一は従兄弟に当たる。

### ノン・プレイヤー・キャラクター
""内はその人物のコードネームである。
東雲（しののめ）
シンドローム：キュマイラ/ウロボロス
Dロイス/神殺し
キョウと凛々花が異空間で出会った黒コートに眼鏡の男。見た目は二十代であるが本年齢は五十五歳。
強大な力を持つオーヴァード。能力は不明のところが多いが作品中では腕を鍵爪に変化させたり《ディメンジョンゲート》を使用していることが確認できる。
二つの呪いを持っていて神殺しの呪いはキョウに、若返る呪いは凛々花に伝染した。
別名は『遺産破壊者』。
「ナイツ」にも登場しておりそちらではまた別の一面を見せる。詳しくは「ナイツ」の項目を参照。
4巻にて藤堂兄妹の父、修記郎とも旧知の仲と言う事が判明。20年前に中東で起きたレネゲイド解放に立ち会っている。
大切な人がいたが今はもういないらしい。
Episode.5においてその復讐と経歴が判明する。ダブルクロスの世界観で重要な役目を果たす20年前の「レネゲイド解放」において、神性種に感染、オーヴァードとして覚醒。現場から逃げる最中、"まほろば"の従者に襲撃を受け、彼の妻を含め彼以外は全員死亡。生き残った彼も若返りの呪いを受けてしまった。
鷺乃宮玉皇
シンドローム：キュマイラ/サラマンダー
Eロイス/衝動侵蝕
キョウの祖父で鷺乃宮家現当主。
Episode.1においてある意図でキョウに与えたポケットマネーを取り上げ、彼に挫折を味わわせる。オーヴァードとして目覚めたキョウや「マガツヒ」の力を利用しようとするが、キョウ達によって倒される。神性婚礼に参加しようとしていた。
Episode.5において、生前にイナザギとイザナミの討伐を考えており、そのための手段として遺産『始原の炎（プロパテール）』の力の吸収特性を人工的に再現したキョウを生み出していたことが発覚した。
美津濃アンナ
鷺乃宮家のメイド長。主にキョウの世話をしている。
キョウが知らされていなかった鷺乃宮家の秘密を知っている。
身体能力も相当なものでありメイド骨法なる技を使用し、斗月に戦いを挑んだこともある。
加賀美あい
Epsode.2に登場。オーヴァードの支援組織である「UGN（ユニバーサル・ガーディアンズ・ネットワーク）」に所属するエージェントの女性。シンドロームは不明だが、オルクス込みなのは判明している。
UGNの信念に基づき神性婚礼を阻止すべく禊原高校に潜入、キョウたちの説得に当たる。
なおナイツのPL・志津香と同姓であり、Episode3で親類（志津香の従姉妹）であることが判明。Episode3終了後は禊原高校の物理教師兼生徒会の顧問として赴任することになる。その時に25歳ということが判明した。
藤堂ほのか
Epsode.2に名前のみ登場。凛々花・斗月兄妹の母親。
物語開始の1年ほど前に死亡し、その心臓は凛々花に移植されている。
実は10年前に行われるはずだった神性婚礼の花嫁であり、心臓とともに花嫁の資格も凛々花へと受け継がれた。
藤堂修記郎
シンドローム：ブラックドッグ/ハヌマーン
藤堂ほのかの夫でもある。ほのかとは恋愛結婚で兄妹は夫婦が仲睦まじくしているのを見て育った。斗月と同じ口癖を持つ。
現在は自宅にほぼ寄り付かない状態であったが、3巻終盤で帰還。4巻の事件により、「剃刀（レイザー）」の異名を持つ凄腕の傭兵であることが明かされ、何をしていたかも判明する。
彼は物心ついたときから戦場を転々としていた自らの人種も国籍も分からない人間であり、二十年前、中東辺りで彼は活動をしていたのだが、その時にレネゲイドの解放に立ち会う（東雲とはその時からの知り合い）。オーヴァードになってからも傭兵家業を続けてきたがネパールでほのかと出会い押し切られる形で結婚し、斗月と凛々花の親となる。
長い間、レネゲイドの力を使い続けているため長時間戦えないがその力は非常に強い。肉体系のオーヴァードで、風見曰く「道場を継がなかったのは自分の武術があったから」ということである。
ミシェル・ベルジュラック
シンドローム：エンジェルハィロゥ/サラマンダー
Dロイス/賢者の石
藤堂修記郎に訓練された、16歳の凄腕の傭兵のオーヴァード。賢者の石（レネゲイドクリスタル）の遺産"ミカエル"を持つ。衝動は「殺戮」。
“フェンリルバイト”青峰ミユキ
“フェニックスガード”大門寺朱香
“色褪せた闇（フラジャイル）”闇条晃士朗
九鬼
『ダブルクロスThe 3rd EditionドラマCD・デイズ』に登場。「デザイア」シリーズからのゲスト出演。詳細はデザイアの項目を参照。
ドラマCDの時間軸は「デザイア」「デイズ」共に1巻時点の設定。

### 神性婚礼参加者(NPC）
“グラディウス”アナベル・スターリング
シンドローム：ハヌマーン／ブラックドッグ
Dロイス/機械化兵
Eロイス/殺戎現出×2、修羅の世界
Epsode.2に登場。神性婚礼の参加資格を持つ一人。衝動は「闘争」。
ゴシック調の服を着用し大きな剣「軍神マーズの剣」と言われる遺産を構える女性。外見は少女だが年齢には不釣り合いな声と言動をする。加納GM曰く、70歳ほど。
オーヴァードによるテロ組織「ファルスハーツ（FH）」の一員である。その中の「金獅子騎士団（詳細は「ナイツ」の項目を参照）」という結社に所属し「ナイト」の位階を持つ。
Episode3で再び、キョウ達を襲撃するが、ナイトフォールの協力もあり、撃退。グラディウス自身は金獅子騎士団に見捨てられている。
「軍神マーズの剣」は巨大な両刃の剣で武器として使えるほかにも、火星のマークを発動させることによって、一定範囲内の兵器を自分の思うがままに操ることが出来る。
東雲と因縁がある模様。
“ミッショネル”
シンドローム：ブラム＝ストーカー／モルフェウス
Eロイス/自虐の刃、デスウィッシュ
Episode.2に登場。神性婚礼の参加資格を持つ一人。
遺産「ユミルの泥」を所持する泥使いの男。衝動は「自傷」。
「痛み」を世界に伝道するのが使命と称する。
「ユミルの泥」は所持者の手足となる泥人形を無数に産み出すことの出来る遺産。
”カーリー”
シンドローム：キュマイラ/モルフェウス/ノイマン
Eロイス/地獄の季節、怨念の一打
Episode.4で登場。衝動は「憎悪」。二振りのマチェットを握ったサリーを着たインド系の女性。年齢は20代半ばであり、性格は逆ギレしやすい。遺産の形状は不明。斗月と闘ってから、一度撤退し、後にロキによって操られキョウ達の前に立ち塞がるが倒される。
”饕餮”
シンドローム：不明（バロール込）
Eロイス/暴食の魔王
Episode.4で登場。衝動は「飢餓」。少年が大好きなジャーム。東雲と風見に倒される。
”観世音菩薩”
Eロイス/超越者の戯れ×2
Episode.4で登場。衝動は「解放」。常にギターを持ち歩き、その音楽で聞いた人間をジャームとさせる。学校に現れたが、PC一行に倒される。
”ハデス”
Episode.4で登場。衝動は「恐怖」。くまのぬいぐるみ型のジャーム。ミシェルとキョウの協力により倒される。
”ケツァクコアトル”
Episode.4で登場。衝動は「嫌悪」で、藤堂家に光弾を打ち込むが、修記郎の手によって倒される。
”バアル”
衝動は「破壊」であるが、修記郎とミシェルの手によって倒されている。
”パズズ”
衝動は「加虐」だが、修記郎とミシェルによって倒されている。バアルもパズズも危険度が非常に高く、遺産の及ぶ範囲が非常に大きいために、判断が遅れれば地方都市が地図から消えるような事態も起こるため、優先的に倒した。
”ロキ”ジョージ・レミントン
シンドローム：ソラリス/ウロボロス
Eロイス/孤独の叫び、虚実崩壊、さらなる絶望
Episode.4で登場。衝動は「妄想」。自らに同化した遺産で他人を操る。
”ミカエル”ミシェル・ベルジュラック
Episode.4で登場。衝動は「殺戮」。詳しくはNPCの欄にて。

### 神性婚礼典儀その他
"まほろば"
シンドローム：ブラム＝ストーカー/エグザイル
Eロイス/悪意の伝染、悪夢の鏡像、変異する悪夢
神性婚礼を進める存在。組織とも言われるが全貌はEpisode.4までは不明。
Episode.5で全貌が明らかになる。まず"まほろば"は1000年前にイザナギとイザナミを封じた存在であり、"まほろば"の部隊は全て本体から生まれた従者である。
本体はイザナギ・イザナミの封印と同化しており、外部との接触は全て従者を介して行う。
イザナギ・イザナミ
シンドローム：それぞれブラム=ストーカー（ピュアブリード）、エグザイル（ピュアブリード）
日本神話の古代の神になぞらえて名付けられた、超強力なレネゲイドビーイング。
イザナギが無数のジャームを生み出した後イザナミがそれを死滅させてしまうため、放っておくとあっという間に世界が滅んでしまう。
そのため、神性婚礼を通じて封印を行なっている。

### 用語
遺産
神のごとき力を秘めた特別なアイテムを指す。詳細は「ナイツ」の同項目を参照。
神殺し
キョウが持つ特別な力のこと。作中ではオリジナルDロイスとして表現している。データ的には、遺産持ちのエネミーにダメージ4D10を加算し、これを使って遺産持ちエネミーを倒すと遺産を滅ぼすことができる、というもの。侵蝕率上昇は1D10。
東雲から継承したもので、東雲も神殺しを持つ。
神性婚礼
50年に一度、「遺産」を持つオーヴァード12人が1人の花嫁を奪い合う儀式の名称。参加者は「御使い」とも言われる。
キョウは「神殺し」の力を得たことで神性婚礼への参加資格を得ることとなった。本当ならばデイズの十年前に行われているはずだったのだが、何らかの事情でずれ込んだ。
二回前の神性婚礼は「ツングースカ大爆発を引き起こしたとUGNの調査で分かっている。
「遺産」を持つオーヴァードが参戦しているが、今まで出てきた御使い（キョウを除いて）は遺産の力が強すぎて、ジャーム化。衝動に支配されていて、その衝動に基づいた殺害方法を行う。
御使いが花嫁を手に入れ、心臓をえぐり出せば勝者となる。
心臓をえぐり出された花嫁は死亡するが、他の御使いを全員倒し、持っている遺産を破壊すれば、遺産のエネルギー分が心臓の代わりになるので花嫁は生きながらえる。
始原の炎（プロパテール）
「遺産」のひとつ。凛々花の心臓（正確には彼女に移植されたほのかの心臓）を指す。
これを奪い合うのが神性婚礼である。
神性種の力を蓄える効果がある。
神性種
20年前の「レネゲイド解放」で放たれた特殊なレネゲイドウィルス。一般には起源種（オリジナルレネゲイド）と区別がつかないが、適合するものに対しては強力な効果を発揮する。
なお、この設定は『デイズ』シリーズ独自のもの。

## 書誌情報
ダブルクロス The 3rd Edition リプレイ・デイズ1 若君†覚醒
第1巻。Episode.0「SUCCESSION　―継承―」、Episode.1「Invasion　―侵略―」を掲載。
ISBN 978-4-8291-4645-3
ダブルクロス The 3rd Edition リプレイ・デイズ2 若君†求婚
第2巻。Episode.2「Blade　―花嫁―」を掲載。
ISBN 978-4-8291-4657-6
ダブルクロス The 3rd Edition リプレイ・デイズ3 若君†激突
第3巻。Episode.3「Versus　―対決―」を掲載。ナイツとのクロスオーバー。
ISBN 978-4-8291-4677-4
ダブルクロス The 3rd Edition リプレイ・デイズ4 若君†奮闘
第4巻。Episode.4「Faith　―信念―」を掲載。
ISBN 978-4-8291-4696-5
ダブルクロス The 3rd Edition リプレイ・デイズ5 若君†永遠
第5巻。
ISBN 978-4-8291-4714-6